# Yellow Gage
Yellow Gage sinonimia: White Gage, es una variedad cultivar de ciruelo (Prunus domestica), de las denominadas ciruelas europeas,
una variedad de ciruela obtenida de plántula de semilla de la variedad 'Reina Claudia Verde', en el vivero "Prince's Nursery", de Flushing, (Nueva York) alrededor de 1790. Las frutas tienen un tamaño pequeño a mediano, color de piel amarillo verdoso, densamente cubierta de puntos diminutos blancos, y pulpa de color blanco amarillento, de textura firme, con grano más bien grueso, y sabor dulce, agradable, que se separa del hueso. Está considerada como ciruela de postre de segunda calidad.

## Sinonimia
- "White Gage",
- "English Yellow Gage",
- "Small Reine Claude",
- "Gonne's Green Gage",
- "Utile Queen Claude",
- "Heine Claude Petite",
- "Petit Damas Vert".[2]

## Historia
El área de origen de los ciruelos "Reina Claudia" sería Oriente Medio, y se obtuvo en Francia tras el descubrimiento de un ciruelo importado de Asia que producía ciruelas de color verde. Este ciruelo fue traído a la corte de Francisco I por el embajador del reino de Francia ante la "Sublime Puerta", en nombre de Solimán el Magnífico.
El nombre de Reina Claudia es en honor de Claudia de Francia (1499–1524), duquesa de Bretaña, futura reina consorte de Francisco I de Francia (1494–1547). En Francia le decían la bonne reine.
La variedad 'Yellow Gage' debe su nombre a William Robert Prince, fue obtenida en el vivero "Prince's Nursery", de Flushing, (Nueva York) alrededor de 1790, gracias a la siembra de huesos de la variedad 'Reina Claudia Verde' por parte de William Prince de la generaciones anteriores de horticultores de la misma familia, las plántulas obtenidas cuando desalloraron árboles produjeron frutos de todos los colores, así las ciruelas '"Washington Gage"', 'White Gage', 'Red Gage' y  'Prince's Gage', ahora tan conocidas, forman parte de la progenie de aquellas ciruelas. La "American Pomological Society" agregó el 'Yellow Gage' a su lista de catálogo de frutas en 1852.
Ha sido descrita por : 1. Prince Treat. Hort. 25. 1828. 2. Prince Pom. Man. 2:108. 1832. 3. Downing Fr. Trees Am. 287, 288 fig. 115. 1845. 4. Thomas Am. Fruit Cult. 329. 1849. 5. Cole Am. Fr. Book 208 fig. 1849. 6. Horticulturist 7:403. 1852. 7. Am. Pom. Soc. Rpt. 36, 55. 1852. 8. Elliott Fr. Book 414. 1854. 9. Am. Pom. Soc. Rpt. 210. 1856. 10. Bridgeman Gard. Ass't 3:126. 1857. 11. U. S. Pat. Off. Rpt. 190, Pl. XIII. 1865. 12. Mas Pom. Gen. 2:163, fig. 82. 1873. 13. Barry Fr. Garden 417. 1883. 14. Mathieu Nom. Pom. 443. 1889. 15. Waugh Plum Cult. 126. 1901.

## Características
'Yellow Gage' árbol grande, vigoroso, redondo y de copa abierta, resistente, muy productivo. Tiene un tiempo de floración que comienza a partir del 16 de abril con el 10% de floración, para el 20 de abril tiene una floración completa (80%), y para el 29 de abril tiene un 90% de caída de pétalos.
'Yellow Gage' tiene una talla de fruto de tamaño pequeño o medio, tiene forma redondeada, y marcado con una sutura poco profunda;epidermis tiene una piel de color amarillo verdoso, densamente cubierta de puntos diminutos blancos; Pedúnculo corto, grueso o semi grueso, ubicado en una cavidad del pedúnculo bastante profunda;pulpa de color blanco amarillento, de textura firme, con grano más bien grueso, y sabor dulce, agradable, que se separa del hueso.
Hueso libre o semi libre, de tamaño medio, redondeado, semi globoso, con la zona ventral ancha con cresta y aristas laterales muy salientes, con surco dorsal muy marcado, los laterales inexistentes, y las caras laterales rugosas.
Su tiempo de recogida de cosecha se inicia en su maduración a principios o mediados de septiembre. ciruela de postre de segunda calidad.

## Usos
La ciruela 'Yellow Gage' se comen crudas de fruta fresca en mesa, en macedonias de frutas, pero también en postres, repostería, como acompañamiento de carnes y platos. Se transforma en mermeladas, almíbar de frutas, compotas.

## Enfermedades y plagas
Plagas específicas:
Pulgones, Cochinilla parda, aves Camachuelos, Orugas, Araña roja de árboles frutales, Polillas minadoras de hojas, Pulgón enrollador de hojas de ciruelo.
Enfermedades específicas:
Hoja de plata, cancro bacteriano, marchitez de flores y frutos por podredumbre parda.